# Parafia św. Stanisława Kostki w Strzelcach Górnych
Parafia św. Stanisława Kostki w Strzelcach Górnych – parafia rzymskokatolicka w dekanacie Osielsko diecezji bydgoskiej.
Erygowana 5 grudnia 1986.

## Zasięg parafii
Do parafii należą wierni z miejscowości: Aleksandrowo, Borówno (część), Gądecz, Jarużyn, Strzelce Dolne i Strzelce Górne.